# Solenostemon silvaticus
Solenostemon silvaticus là một loài thực vật có hoa trong họ Hoa môi. Loài này được (Gürke) Agnew miêu tả khoa học đầu tiên năm 1974.